# Esquièze-Sère
Esquièze-Sère település Franciaországban, Hautes-Pyrénées megyében. Lakosainak száma 417 fő (2022. január 1.). Esquièze-Sère Esterre, Luz-Saint-Sauveur, Sassis és Saligos községekkel határos.

## Népesség
A település népességének változása:
| Lakosok száma | 390  | 399  | 411  | 401  | 404  | 406  | 411  | 413  | 417  |
|               | 2013 | 2015 | 2016 | 2017 | 2018 | 2019 | 2020 | 2021 | 2022 |